# دوري المؤسسات - بغداد 1956–57
كأس الاتحاد العراقي لفرق الدرجة الأولى 1956–57 هو الموسم التاسع من دوري المؤسسات في بغداد. شاركت ستة فرق في البطولة، وبدأت المسابقة في 18 ديسمبر 1956.
جرت البطولة بطريقة التسقيط الزوجي أي خروج الفريق الذي يخسر مباراتين مع إعادة المباراة التي تنتهي بالتعادل، وأسفرت منافسات البطولة عن احراز فريق مصلحة نقل الركاب للقب البطولة.

## المراكز النهائية
| مركز | فريق                 | التأهل أو الهبوط |
| ---- | -------------------- | ---------------- |
| 1    | مصلحة نقل الركاب     | البطل            |
| 2    | القوة الجوية الملكية |                  |
| 3    | منتخب الشرطة         |                  |
| 4    | الآثوري              |                  |
| 5    | النعمان              |                  |
| 6    | الغزل والنسيج        | هبط              |

ملاحظة: انسحب الأعظمية والهواة من البطولة. الأعظمية بقي في الدوري للموسم المقبل.

## الجولة الأولى
| القوة الجوية الملكية | 1–1 (ب.و.إ.) | النعمان |
| -------------------- | ------------ | ------- |
|                      |              |         |

| القوة الجوية الملكية          | 3–1 | النعمان  |
| ----------------------------- | --- | -------- |
| طه 13' · سمسم 60' · حمادي 75' |     | يوسف 79' |

| الآثوري | 1–1 في د45 | الغزل والنسيج |
| ------- | ---------- | ------------- |
| بابا    |            | فيوري         |

| الآثوري              | 2–1 | الغزل والنسيج |
| -------------------- | --- | ------------- |
| بابا 5' · اوديشو 47' |     | ماجد          |

## الجولة الثانية

### قسم الفائزين
| القوة الجوية الملكية | 2–1 | منتخب الشرطة |
| -------------------- | --- | ------------ |
| جكو 20'              |     | الحسيني      |

| مصلحة نقل الركاب | ف–خ | الآثوري |
| ---------------- | --- | ------- |
|                  |     |         |

### قسم الخاسرين
خروج النعمان من البطولة (النتائج غير متوفرة)
خروج الغزل والنسيج من البطولة (النتائج غير متوفرة)

## نصف النهائي

### قسم الفائزين
| مصلحة نقل الركاب | ف–خ | القوة الجوية الملكية |
| ---------------- | --- | -------------------- |
|                  |     |                      |

### قسم الخاسرين
| منتخب الشرطة | 1–1 (ب.و.إ.) | الآثوري     |
| ------------ | ------------ | ----------- |
| سهاكيان 57'  |              | إسماعيل 88' |

| منتخب الشرطة | 2–1 | الآثوري |
| ------------ | --- | ------- |
|              |     |         |

خروج الآثوري من البطولة
| القوة الجوية الملكية | 2–0 | منتخب الشرطة |
| -------------------- | --- | ------------ |
| إيشايا               |     |              |

خروج منتخب الشرطة من البطولة

## النهائي
| مصلحة نقل الركاب | 1–0 | القوة الجوية الملكية |
| ---------------- | --- | -------------------- |
| فيوري            |     |                      |